# Estació Anjos
Anjos és una estació del Metro de Lisboa inaugurada el 28 de setembre del 1966. Es localitza al municipi de Lisboa, Portugal, entre les estacions Arroios i Intendente de la Linha Verde, també anomenada Linha da Caravela (en català, Línia Verda i Línia de la Caravel·la, respectivament).
Aquesta estació està situada a l'Avinguda Almirante Reis, prop de la cruïlla amb el carrer d'Angola. El projecte arquitectònic original (1966) és obra de l'arquitecte portuguès Dinis Gomes i les intervencions plàstiques són obra de la pintora portuguesa Maria Keil.
El 15 de novembre del 1982 es va acabar l'ampliació de l'estació sota les ordres de l'arquitecte Sanchez Jorge i amb les contribucions plàstiques del pintor portuguès Rogério Ribeiro. L'ampliació de l'estació va servir per allargar les andanes i la construcció d'un nou vestíbul.